# Ignacio Agirrezabala
Ignacio Agirrezabala Ibarbia, más conocido como Chirri II (Bilbao, Vizcaya, España, 10 de mayo de 1909-Bilbao, 9 de septiembre de 1980) fue un futbolista español. Jugaba de delantero y formó parte de la "primera delantera histórica" del Athletic Club junto a Lafuente, Iraragorri, Bata y Gorostiza.
También es habitual ver su apellido y su apodo transcritos con la moderna ortografía vasca (Ignacio Agirrezabala, Txirri II).

## Biografía
Hermano menor del también futbolista internacional Marcelino Aguirrezabala, apodado Chirri; Ignacio siguió la estela de su hermano, que ya era una estrella del Athletic a mediados de la década de 1920. A los 16 años Ignacio entró a formar parte del infantil del Athletic Club, a los 17 era miembro del equipo junior y unos pocos meses más tarde debutaba con el equipo absoluto. Heredó el apodo de su hermano y fue conocido por tanto como Chirri II. En una ocasión llegó a coincidir con su hermano mayor en el campo, defendiendo la camiseta del Athletic.
Debutó con el primer equipo del Athletic el 4 de marzo de 1928 en partido oficial. Tenía 18 años de edad. Su debut llamó la atención rápidamente y mes y medio después del mismo fue ya convocado para su primer partido internacional (disputaría 4 a lo largo de su carrera).
Chirri II militó durante las siguientes 8 temporadas en el Athletic Club jugando 163 partidos con los leones y marcando 57 goles.
Formó parte por tanto de la plantilla del Athletic más exitoso de la historia, el conocido como Athletic de la "Primera delantera histórica", siendo el propio Chirri II uno de los 5 miembros de aquella mítica delantera, junto con Gorostiza, Bata, Lafuente e Iraragorri. En aquella delantera Chirri II ejercía de delantero no al uso. Su posición en el campo era similar a la que años después sería denominado mediapunta. No destacaba por su físico por lo que utilizaba armas como la colocación en el campo y una cabeza fría. Su juego era más técnico que físico y era típico verle jugar con su estampa habitual de llevar las medias caídas. Las características de su juego, muy alejado del estilo de los jugadores del Athletic en aquella época, le hicieron tener no pocos detractores
Aquel equipo obtuvo 4 títulos consecutivos de Copa (1930-1931-1932-1933), igualando el récord que tenía el Real Madrid en la década de 1900. Chirri jugó en las tres primeras finales marcando además el primer gol en la final de 1931 que enfrentó al Athletic con el Betis y acabó con 3-1. Aquel equipo fue también el que debutó en la competición liguera en 1929; y con Chirri II en sus filas se adjudicó 3 títulos ligueros (1930-1931-1934).
Al finalizar la temporada 1934-35 Chirri II decidió colgar las botas. A pesar de que era un jugador todavía joven (tenía 26 años), se trataba de un futbolista atípico. No era precisamente un grandísimo apasionado del fútbol y tenía otras inquietudes que le suscitaban mayor interés (la música o la ingeniería). Además, por su formación académica (había estudiado ingeniería), tenía mejores expectativas laborales ejerciendo su oficio que siguiendo como futbolista profesional, dado que aún no se pagaban sumas astronómicas en el mundo del fútbol.

### Selección de Euzkadi
Aunque Chirri ya se había retirado del fútbol un año antes del estallido de la guerra civil española en 1936; en 1937 se presentó como voluntario para formar parte de la Selección de Euzkadi, combinado nacional creado por el Gobierno Vasco con el fin de recaudar fondos en Europa para los refugiados vascos y realizar una labor propagandística en favor del Gobierno Vasco y la República. Chirri fue uno de los 19 jugadores seleccionados para formar parte del combinado. Chirri coincidió en esta selección con muchos de los mejores futbolistas vascos de la época como Gregorio Blasco, Isidro Lángara, Guillermo Gorostiza, Luis Regueiro o José Iraragorri.
El Euzkadi realizó una brillante gira por Europa disputando partidos amistosos. Tras caer Bilbao en manos franquistas la Selección de Euzkadi se marchó a América para proseguir la gira.
Durante el periplo americano del Euzkadi Chirri II colgó las botas definitivamente y se asentó en Argentina

### Tras el fútbol
Ignacio Aguirrezabala vivió en Argentina durante 8 años tras encontrar trabajo en la oficina técnica de una empresa constructora dirigida por un emigrante bilbaíno. Durante su estancia en Argentina contrajo matrimonio y tuvo a 5 de sus 6 hijos. En 1946 la familia al completo decidió regresar del exilio y se asentó de nuevo en Bilbao.  En Bilbao Aguirrezabala participó en la fundación de una compañía constructora llamada Construcciones Dolmen, de la que sería director técnico. Falleció en Bilbao en 1980 a los 71 años de edad.

### Selección nacional
Anteriormente fue internacional con la Selección de fútbol de España en cuatro ocasiones. Su debut como internacional fue el 22 de abril de 1928 en el partido España 1 - 1 Italia. Su último partido lo jugó en abril de 1932. En 1933, durante la final de Copa (en la que no jugó), sufrió una sanción por enfrentarse con un jugador del Madrid. Esta sanción se le aplicó impidiéndole jugar los siguientes dos partidos con la selección española y nunca más volvió a ella a raíz de aquel incidente.

## Clubes
| Club          | País   | Año       |
| ------------- | ------ | --------- |
| Athletic Club | España | 1927-1935 |

## Títulos

### Campeonatos regionales
| Título                         | Club          | País   | Año  |
| ------------------------------ | ------------- | ------ | ---- |
| Campeonato Regional de Vizcaya | Athletic Club | España | 1928 |
| Campeonato Regional de Vizcaya | Athletic Club | España | 1929 |
| Campeonato Regional de Vizcaya | Athletic Club | España | 1931 |
| Campeonato Regional de Vizcaya | Athletic Club | España | 1932 |
| Campeonato Regional de Vizcaya | Athletic Club | España | 1933 |
| Campeonato Regional de Vizcaya | Athletic Club | España | 1934 |
| Copa Vasca                     | Athletic Club | España | 1935 |

### Campeonatos nacionales
| Título                          | Club          | País   | Año  |
| ------------------------------- | ------------- | ------ | ---- |
| Liga Española                   | Athletic Club | España | 1930 |
| Copa del Rey                    | Athletic Club | España | 1930 |
| Liga Española                   | Athletic Club | España | 1931 |
| Copa Presidente de la República | Athletic Club | España | 1931 |
| Copa Presidente de la República | Athletic Club | España | 1932 |
| Copa Presidente de la República | Athletic Club | España | 1933 |
| Liga Española                   | Athletic Club | España | 1934 |